# J. Stanley Webster

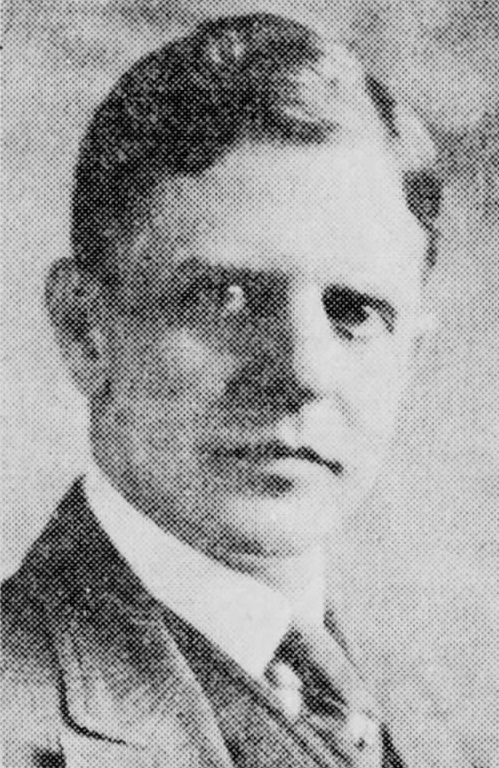
J. Stanley Webster

John Stanley Webster (* 22. Februar 1877 in Cynthiana, Kentucky; † 24. Dezember 1962 in Spokane, Washington) war ein US-amerikanischer Jurist und Politiker. Zwischen 1919 und 1923 vertrat er den Bundesstaat Washington im US-Repräsentantenhaus.

## Werdegang
Stanley Webster besuchte die öffentlichen Schulen seiner Heimat und danach die Smith’s Classical School for Boys. Nach einem anschließenden Jurastudium an der University of Michigan in Ann Arbor und seiner im Jahr 1899 erfolgten Zulassung als Rechtsanwalt begann er in Cynthiana in seinem neuen Beruf zu arbeiten. Zwischen 1902 und 1906 war Webster Bezirksstaatsanwalt im Harrison County. Im Jahr 1906 zog er nach Spokane im Staat Washington. Dort arbeitete er von 1907 bis 1909 als stellvertretender Bezirksstaatsanwalt im Spokane County. Zwischen 1909 und 1916 war er Richter am Obergericht in diesem Bezirk. Außerdem hielt er juristische Vorträge an der Gonzaga University in Spokane. In den Jahren 1916 bis 1918 war Webster Richter am Washington Supreme Court.
Politisch war er Mitglied der Republikanischen Partei. Bei den Kongresswahlen des Jahres 1918 wurde er im fünften Wahlbezirk seines Staates in das US-Repräsentantenhaus in Washington, D.C. gewählt, wo er am 4. März 1919 die Nachfolge des Demokraten Clarence Dill antrat. Nach zwei Wiederwahlen konnte er bis zu seinem Rücktritt am 8. Mai 1923 im Kongress verbleiben. In dieser Zeit wurden dort der 18. und der 19. Verfassungszusatz verabschiedet. Dabei ging es um das Verbot des Handels mit alkoholischen Getränken und die bundesweite Einführung des Frauenwahlrechts.
Websters Rücktritt als Kongressabgeordneter erfolgte aufgrund seiner Ernennung zum Richter am Bundesbezirksgericht für den östlichen Distrikt von Washington. Dieses Amt bekleidete er zwischen 1923 und dem 31. August 1939. An diesem Tag trat er aus gesundheitlichen Gründen zurück. In den folgenden Jahren lebte er in Spokane im Ruhestand. Dort ist er am 24. Dezember 1962 auch verstorben.